# Brasileirinhas
Brasileirinhas est un studio de cinéma pornographique brésilien fondé vers 1996 par Luis Alvarenga.
Le label Brasileirinhas a conclu des contrats avec certains des acteurs pornographiques les plus célèbres du Brésil, notamment Monica Mattos, Pâmela Butt, Júlia Paes (en), Patrícia Kimberly , Mônica Santhiago (es) , Nikki Rio, Lana Starck, Verônica Bella, Cyane Lima, Mayara Rodrigues, Anne Midori (Yumi Saito), Cris Bel, Babalú, Sílvia Saenz, Tamiry Chiavari, Gina Jolie, Melissa Pitanga (vo) ou encore Kid Bengala (pt).
Il est également célèbre pour des films faisant apparaître des célébrités comme Gretchen,, Regininha Poltergeist (en), Leila Gomes Lopes, Mateus Carrieri (pt), Vivi Fernandez,  Luanda Boaz (finaliste du concours de danseuse É o Tchan!), Márcia Imperator, Bruna Ferraz,  ou Bianca Soares (eu),.
En avril 2011, plusieurs journaux annonce la fermeture de Brasileirinhas et la vente de ses actifs à Sexy Hot (pt) . Cependant, le propriétaire d'alors, Clayton Nunes, nie ces allégations et la société demeure ouverte, travaillant à la fois sur les marchés d'Internet et des kiosques à journaux, en plus du marché de la location dans les sex-shops et les vidéothèques.